# Neurofibrome
 Mise en garde médicale
Un neurofibrome est une tumeur bénigne des cellules gliales des nerfs périphériques, le plus souvent isolée, mais parfois multiple notamment dans le cas d'une neurofibromatose.

## Présentation clinique
Les neurofibromes surviennent principalement chez l'adulte jeune. Il s'agit de la deuxième tumeur la plus fréquente des nerfs périphériques (10 à 20 % du total) derrière le schwannome (70 %). On distingue deux formes, le neurofibrome localisé solitaire  (90 % des cas) et le neurofibrome plexiforme (10 % des cas, caractéristique de la neurofibromatose de type I).
Un neurofibrome se présente comme une dilatation fusiforme centrée sur le nerf, contrairement au schwannome qui lui est appendu. 
L'examen clinique retrouve une tuméfaction fusiforme sur le trajet d'un nerf, dont la palpation déclenche des sensations de décharges électriques ou de fourmillements (signe de Tinel). Le déficit moteur est rare. Les neurofibromes sont le plus souvent observés sur les nerfs des membres, mais peuvent également être à l'origine de tumeur médiastinale ou rétropéritonéale.

## Bilan et traitement
Le scanner retrouve une lésion hypodense à bords nets n'envahissant pas les structures adjacentes. L'IRM retrouve un iso ou hyposignal T1 avec un réhaussement hétérogène au gadolinium, et un hypersignal T2.
Le traitement chirurgical est risqué au plan de la fonction nerveuse. Sur les membres, les neurofibromes sont généralement considérés comme inextirpables et une simple épineurotomie de décompression est généralement réalisée.
Depuis le 23 juin 2021, le Koselugo (sélumétinib), commercialisé par AstraZeneca et MSD, a reçu l'approbation conditionnelle de l'EMA en Europe dans le traitement des neurofibromes plexiformes, après qu'un essai de phase II a montré avoir des effets cliniques positifs à la fois sur la taille de la tumeur et sur l'ensemble des symptômes associés.